# Oyrareingir
Oyrareingir er en bygd på Færøerne. Den ligger inderst i fjorden Kollafjørður på Streymoy, og lå indtil 1. januar 2001 i Kollafjarðar kommuna, hvorefter denne blev indlemmet i Tórshavnar kommuna. Den 1. januar 2025 havde bygden 38 indbyggere.
Kommer man fra Tórshavn kan den nås gennem tunnelen i Kaldbaksbotnur. Ved tunnelafkørslen ligger Oyrareingir til venstre. Umiddelbart ved siden af ligger Signabøur. Den 7. marts 2009 blev en moderne industrihavn indviet i nærheden af bygden.
Navnet Oyrareingir er sammensat af oyri (lavvandet sandbugt, flertal oyrar) og ong (eng, flertal eingir), hvilket betyder "sandestrandenge".
Oyrareingir er første gang nævnt i kilderne 1584.